# B/One

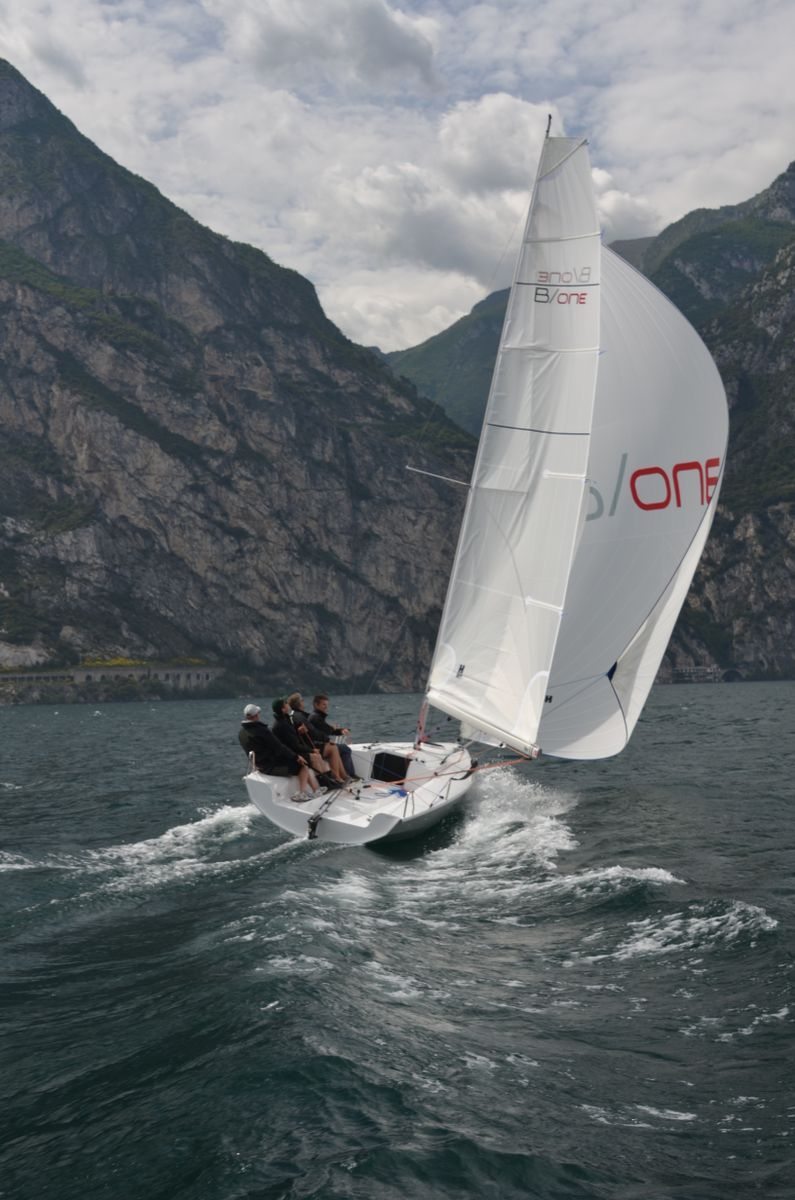
Unter Gennaker

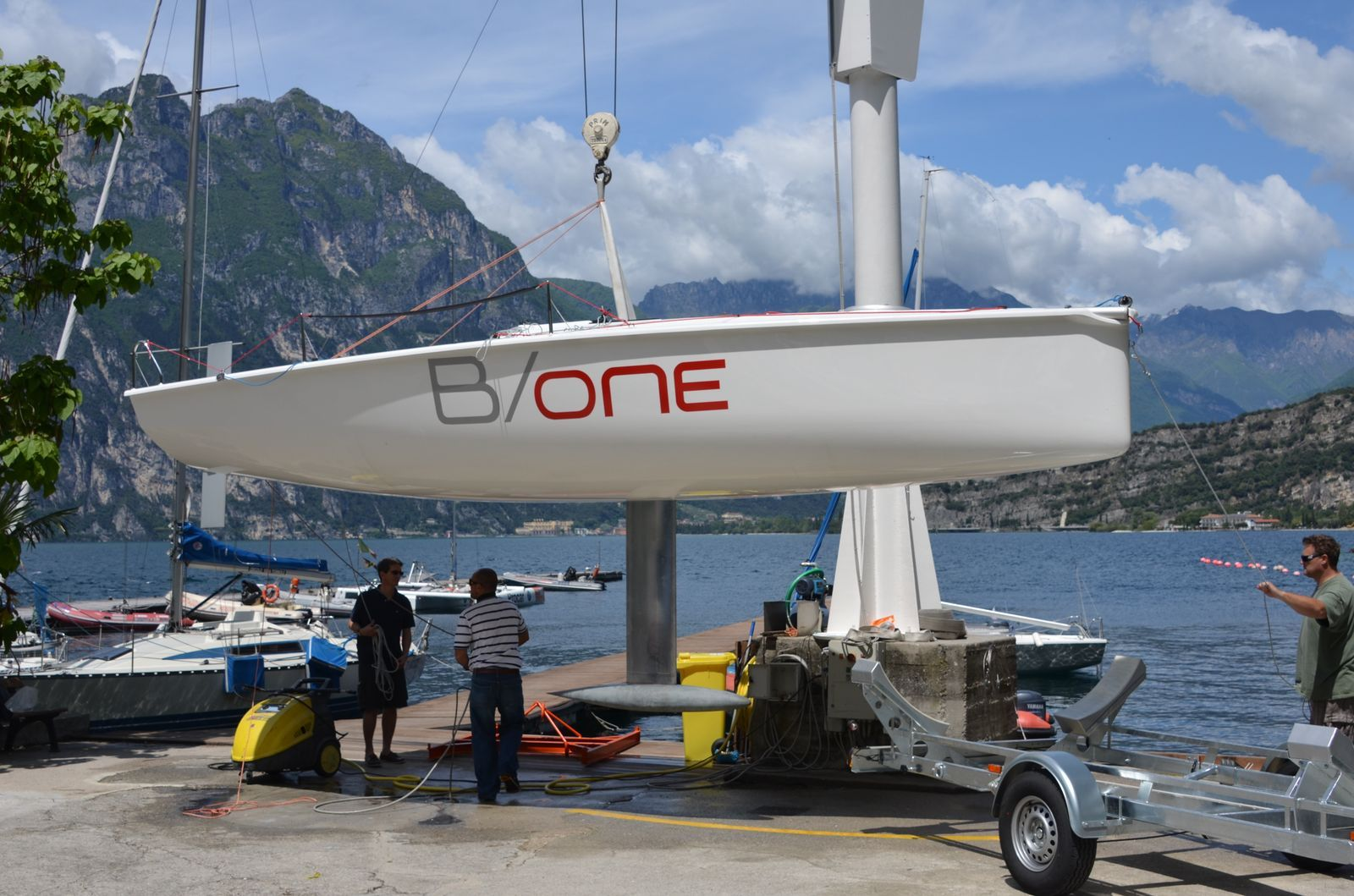
Am Kran

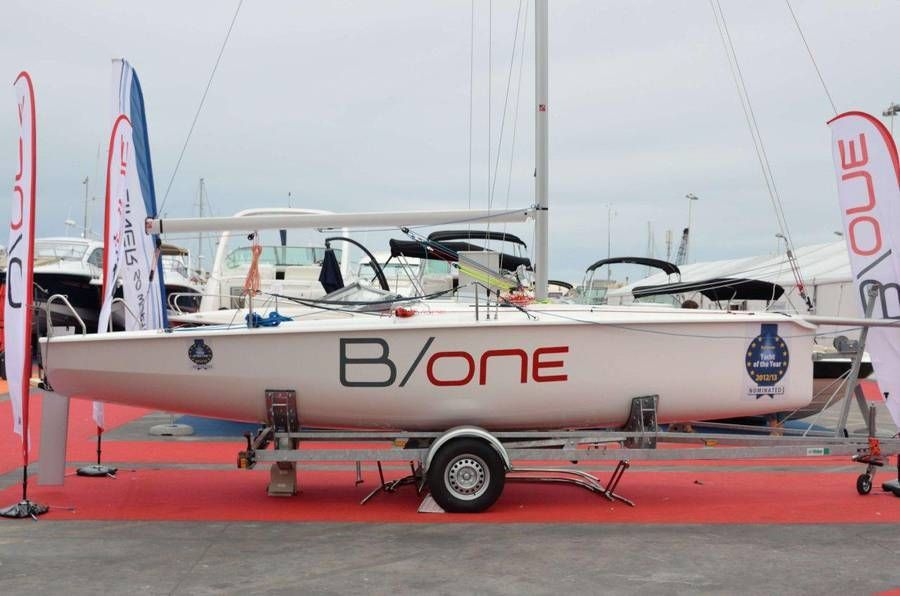
Boot auf dem Trailer

Die B/One oder B/one (Eigenschreibweise B/ONE) ist ein sportliches Kielboot mit Gennaker. Es wurde von Farr Yacht Design entwickelt und wurde zwischen Anfang 2012 und etwa 2016 von Bavaria Yachtbau hergestellt und vertrieben.

## Allgemeines
Die B/One ist ein Sportboot mit Gennaker und Hubkiel. Es kann im Freizeitbereich von zwei Personen gesegelt werden, für Regatten muss es mit drei oder vier Besatzungsmitgliedern gefahren werden. Das Boot verfügt, gemessen an der Bootsgröße, über ein großes Cockpit und ist mit einer Schlupfkajüte ausgestattet. Zur Stabilität des Bootes tragen der Ballast von 370 kg, der Tiefgang von 1,60 m  und die große Bootsbreite bei. Die Besegelung besteht aus Fock, Großsegel sowie einem Gennaker. Das Boot kann zum Transport mit aufgeholtem Kiel geslippt oder mit einem Kran verladen werden, das Gespanngewicht beträgt etwa 1400 kg, die Gespannbreite ist 2,50 m, damit kann das Boot in ganz Europa von einem Mittelklassewagen gezogen werden.

## Rumpf
Rumpfschale und Deck der B/One sind im Handauflegeverfahren in Sandwich-Laminat mit Coremat als Sanwichlage ausgeführt. Die große Bodengruppe und der Decksstringer sind eingeklebt, das Boot kommt ohne Schotten aus. Der Mast stützt sich über eine Maststütze und zwei zusätzliche Stützen am vorderen Ende des Cockpits auf der Bodengruppe ab. Die Kielfinne ist ein massives, stranggepresstes Aluprofil, die Kielbombe ist aus Gusseisen. Das Ruderblatt ist aus einem Alu-Hohlkammerprofil gefertigt.

## Rigg
Die B/One ist mit einem Partialrigg mit gepfeilten Salingen ausgestattet, das ohne Backstagen und Achterstag auskommt. Das Großsegel ist im oberen Bereich stark ausgestellt. Da die Segelform dadurch nahezu elliptisch ist, wird der induzierte Luftwiderstand des Segels minimiert. Die Fock überlappt nur minimal, so dass sie innerhalb der Wanten geschotet werden kann. Die Biegung des Mastes wird durch die Wantentspannung und den Baumniederholer bestimmt. Die Großschot ist an einem Hahnepot befestigt, der wiederum auf dem Cockpitboden befestigt ist. Das Großsegel kann darüber hinaus noch mit  Cunningham- und Unterliekstrecker getrimmt werden. Die zweifach übersetzte Fockschot wird über einen zusätzlichen Block nach Luv umgeleitet. Der Gennaker wird an einem ausfahrbaren Gennakerbaum gefahren, der auf Deck in einer zum Bug hin geöffneten Mulde befestigt ist.

## Fahrtensegeln
In der Grundausstattung besitzt die B/One keine Inneneinrichtung. Es ist möglich, in der Kajüte eine V-Koje im Vorschiff und zwei weitere Rohrkojen einzubauen. Das Boot verfügt im Bereich des Cockpits über eine einzügige Reling. Zusammen mit einer optionalen Motorhalterung für Außenbordmotoren bis 2,6 kW lässt sich das Schiff damit für kleinere Touren nutzen.

## Regatta
Bisher wurden mit dem Boot noch keine Klassenregatten veranstaltet, da sich sowohl die nationale wie die internationale Klassenvereinigung im Aufbau befindet. Das Boot wurde bereits bei mehreren Regatten eingesetzt, wie etwa bei der Cowes Week und der Meisterschaft der Meister 2012 auf der Außenalster.
Die B/One war von der ersten Saison 2014 bis zur zweiten Saison 2015 Bootsklasse der zweiten Segel-Bundesliga und wurde bei Qualifikationsregatten eingesetzt.
Gemäß den aktuellen Klassenregeln muss eine Ragattacrew aus mindestens drei Seglern bestehen. Das Crewgewicht ist auf 320 kg beschränkt. Ausreithilfen wie Gurte oder Trapeze gibt es nicht.